# Lycaena
Genre
Lycaena est un genre de lépidoptères (papillons) de la famille des Lycaenidae et de la sous-famille des Lycaeninae.

## Noms vernaculaires
Quand elles ont un nom vernaculaire, les espèces du genre Lycaena sont généralement appelées Cuivrés (ou parfois Argus) en français, et coppers en anglais.

## Systématique
Le genre Lycaena a été créé en 1807 par l'entomologiste danois Johan Christian Fabricius, avec pour espèce type Papilio phlaeas Linnaeus, 1761. Il englobait au départ de nombreuses espèces qui ont ensuite été reclassées dans d'autres genres de la famille des Lycaenidae, dont il est le genre type.
Dans la classification moderne des Lycaenidae, le genre Lycaena appartient à la sous-famille des Lycaeninae et à la tribu des Lycaenini. Ses délimitations restent débattues, et la liste de ses espèces varie donc selon les sources. La plupart des auteurs récents adoptent une définition relativement large, en choisissant d'y intégrer les nombreuses espèces naguère placées dans les genres Epidemia, Heodes, Palaeochrysophanus et Thersamonia. Ces derniers sont alors soit rétrogradés au rang de sous-genres du genre Lycaena, soit mis en synonymie avec lui.

### Synonymie
L'actuelle définition large du genre Lycaena fait que ce nom a beaucoup de synonymes (dont certains sont parfois considérés comme des sous-genres), :
- Heodes Dalman, 1816
- Chysoptera Zincken, 1817
- Chrysophanus Hübner, 1818
- Lycia Sodovskii, 1837
- Migonitis Sodovskii, 1837
- Tharsalea Scudder, 1876
- Chalceria Scudder, 1876
- Epidemia Scudder, 1876
- Gaiedes Scudder, 1876
- Loweia Tutt, 1906
- Rumicia Tutt, 1906
- Hyrcanana Bethune-Baker, 1914
- Thersamonia Verity, 1919
- Palaeoloweia Verity, 1934
- Palaeochrysophanus Verity, 1934
- Helleia Verity, 1943
- Sarthusia Verity, 1943
- Disparia Verity, 1943
- Phoenicurusia Verity, 1943
- Palaeochrysophanus Verity, 1943
- Thersamolycaena Verity, 1957
- Rapsidia Sibatani, 1974
- Antipodolycaena Smart, 1975
- Hyllolycaena Miller & Brown, 1979
- Hermelycaena Miller & Brown, 1979
- Boldenaria Zhdanko, 1995

## Liste des espèces
D'après Funet :

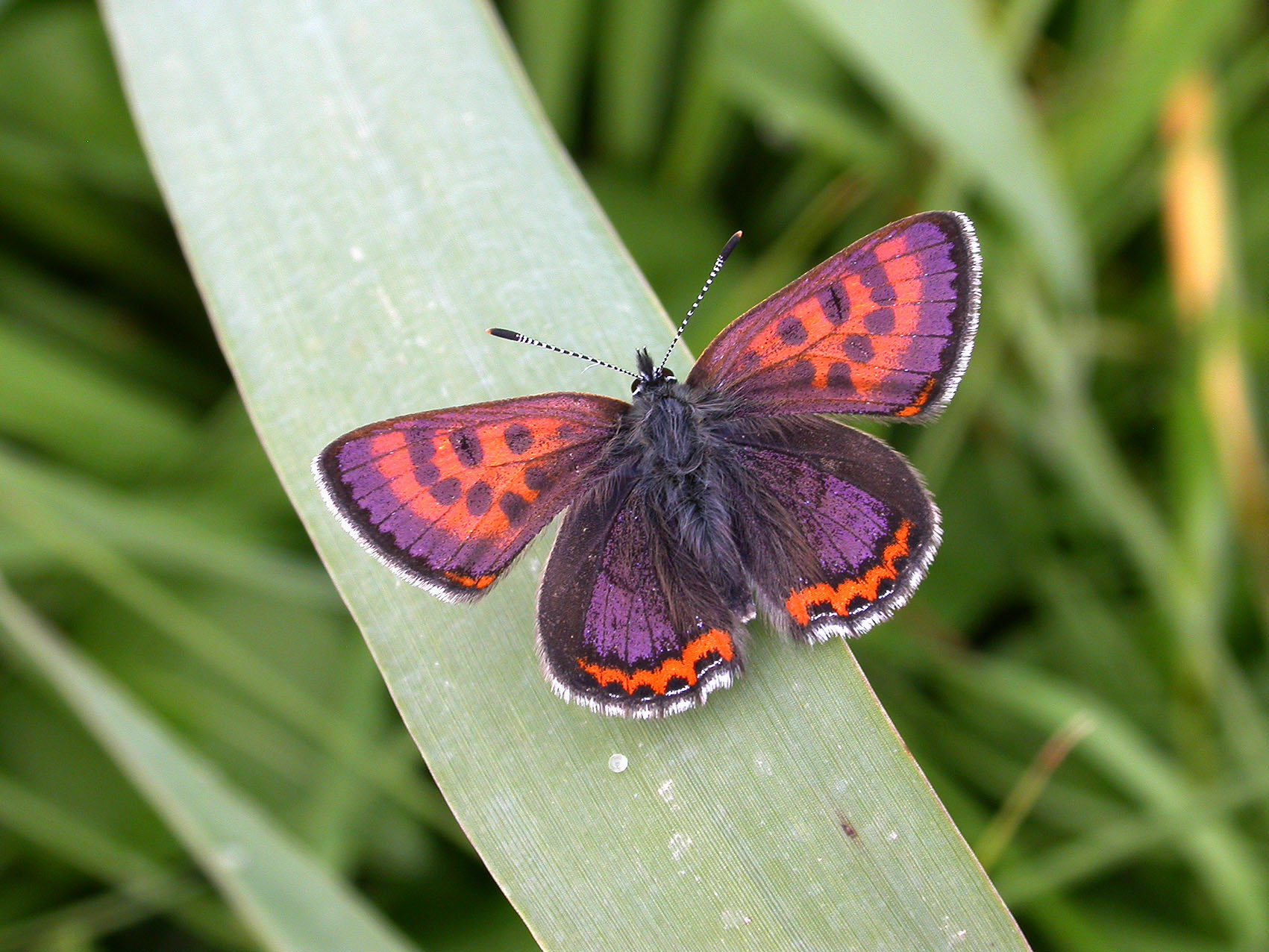
Lycaena helle

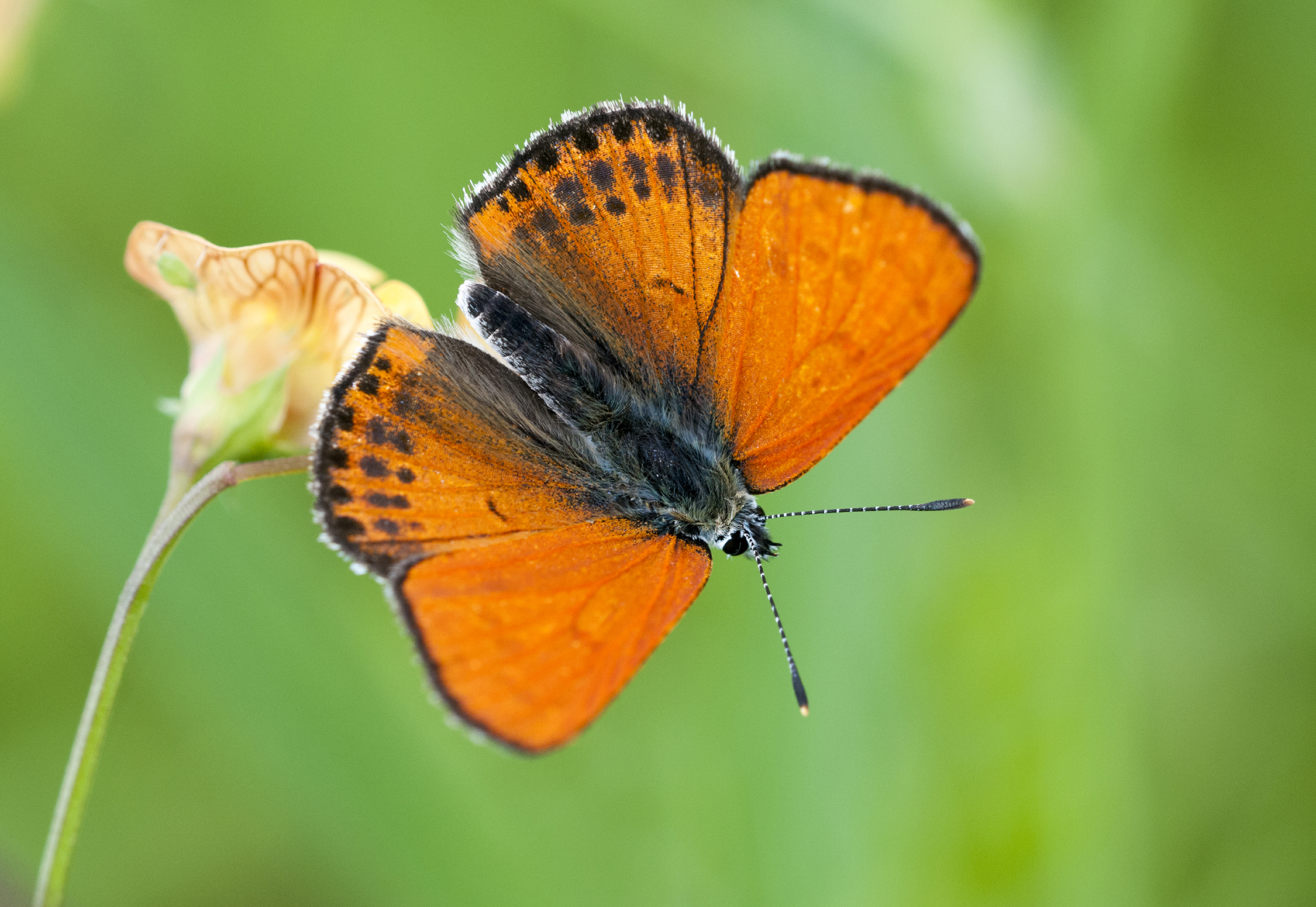
Lycaena thersamon

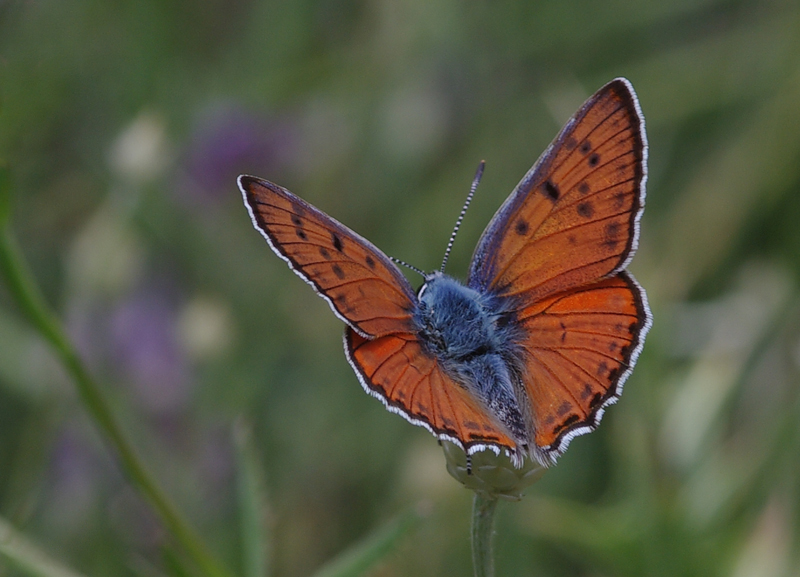
Lycaena alciphron

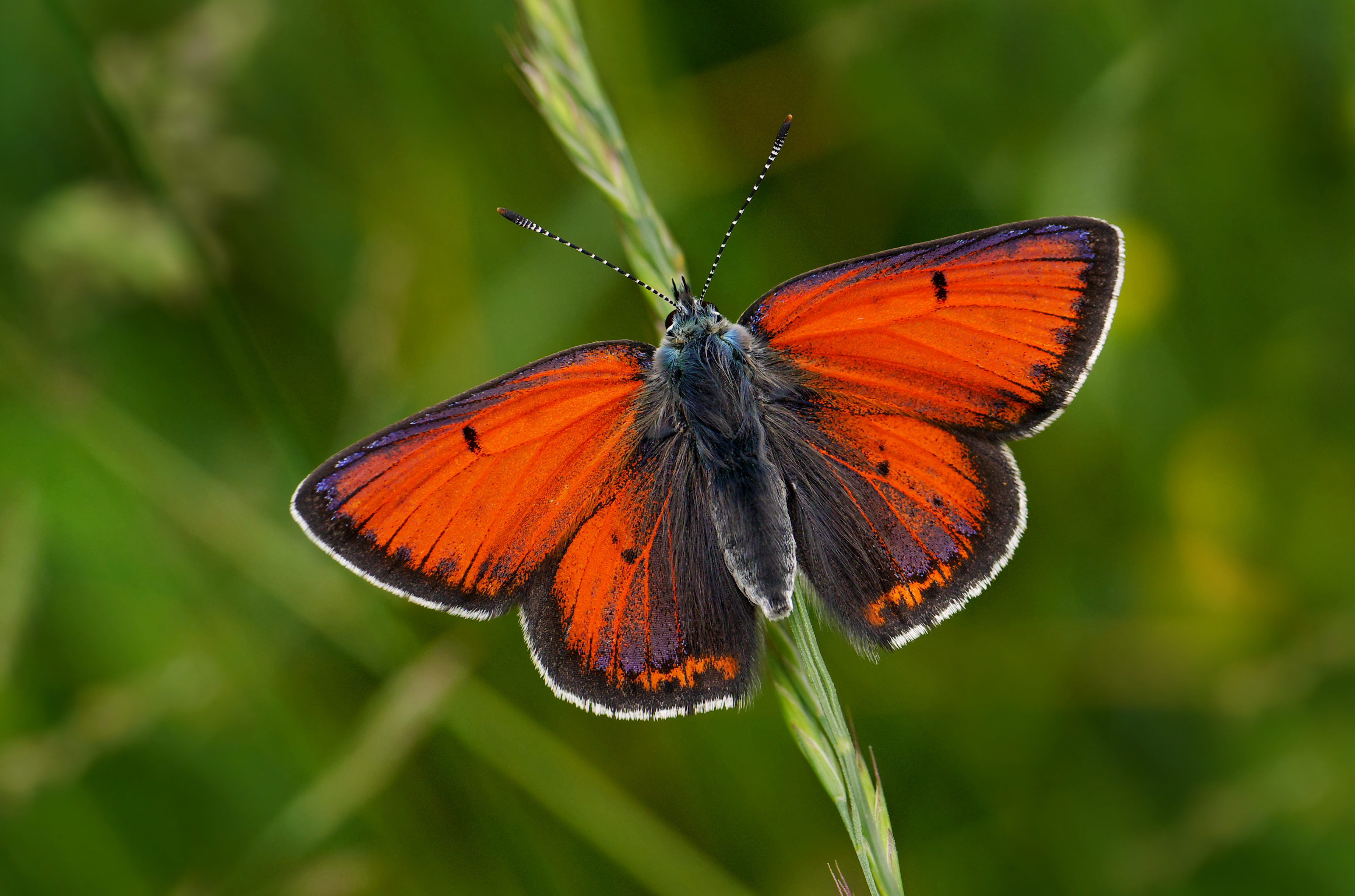
Lycaena hippothoe

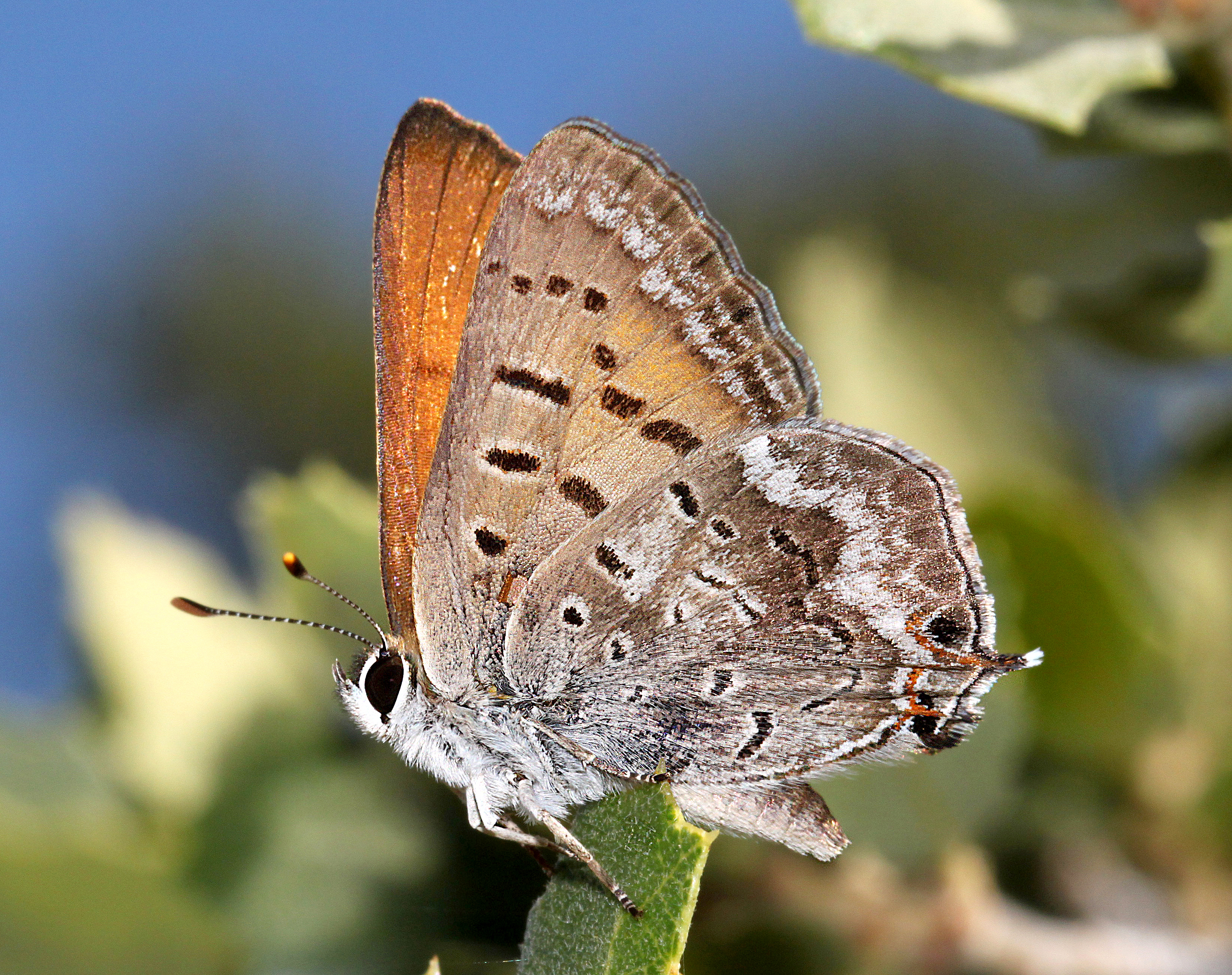
Lycaena arota

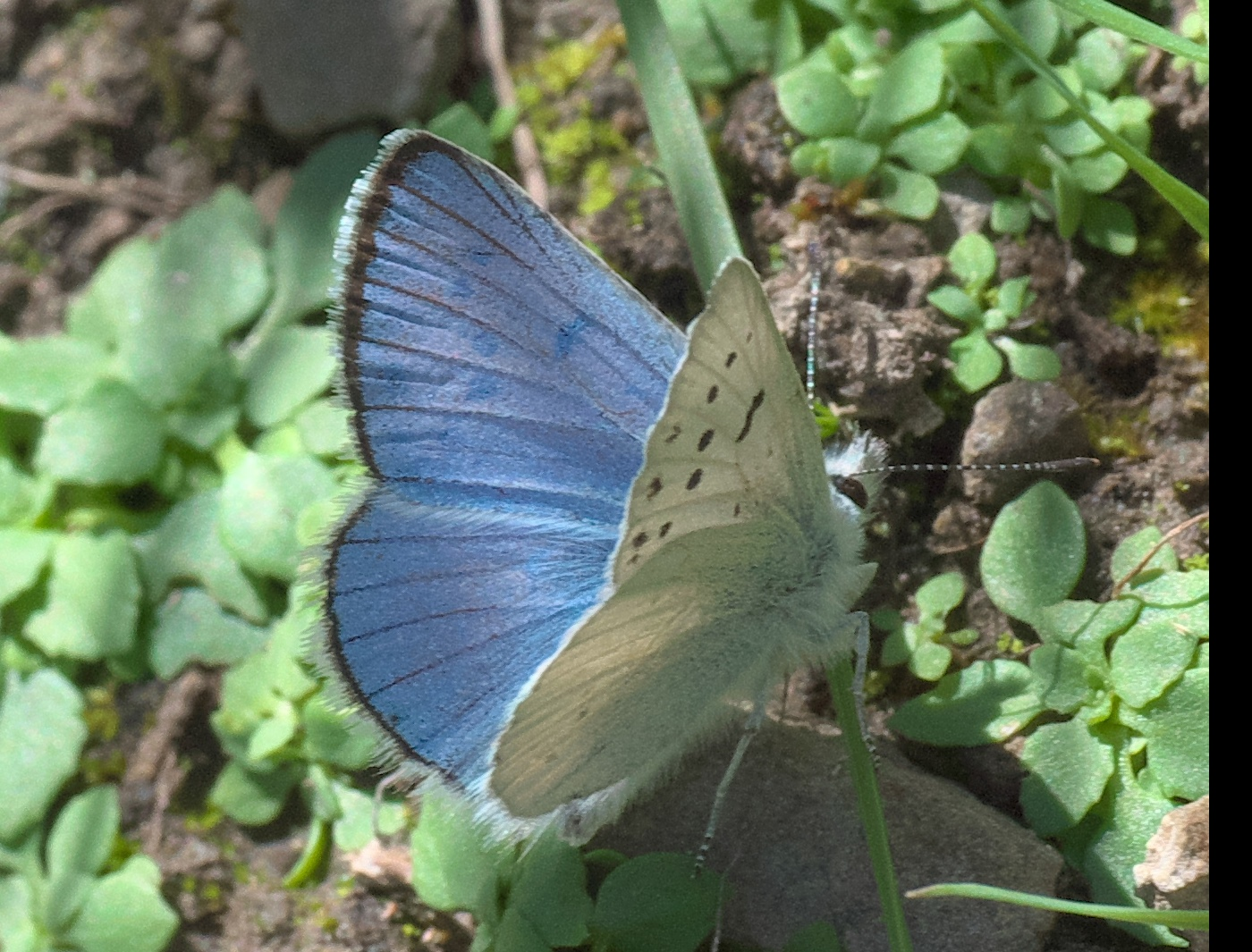
Lycaena heteronea

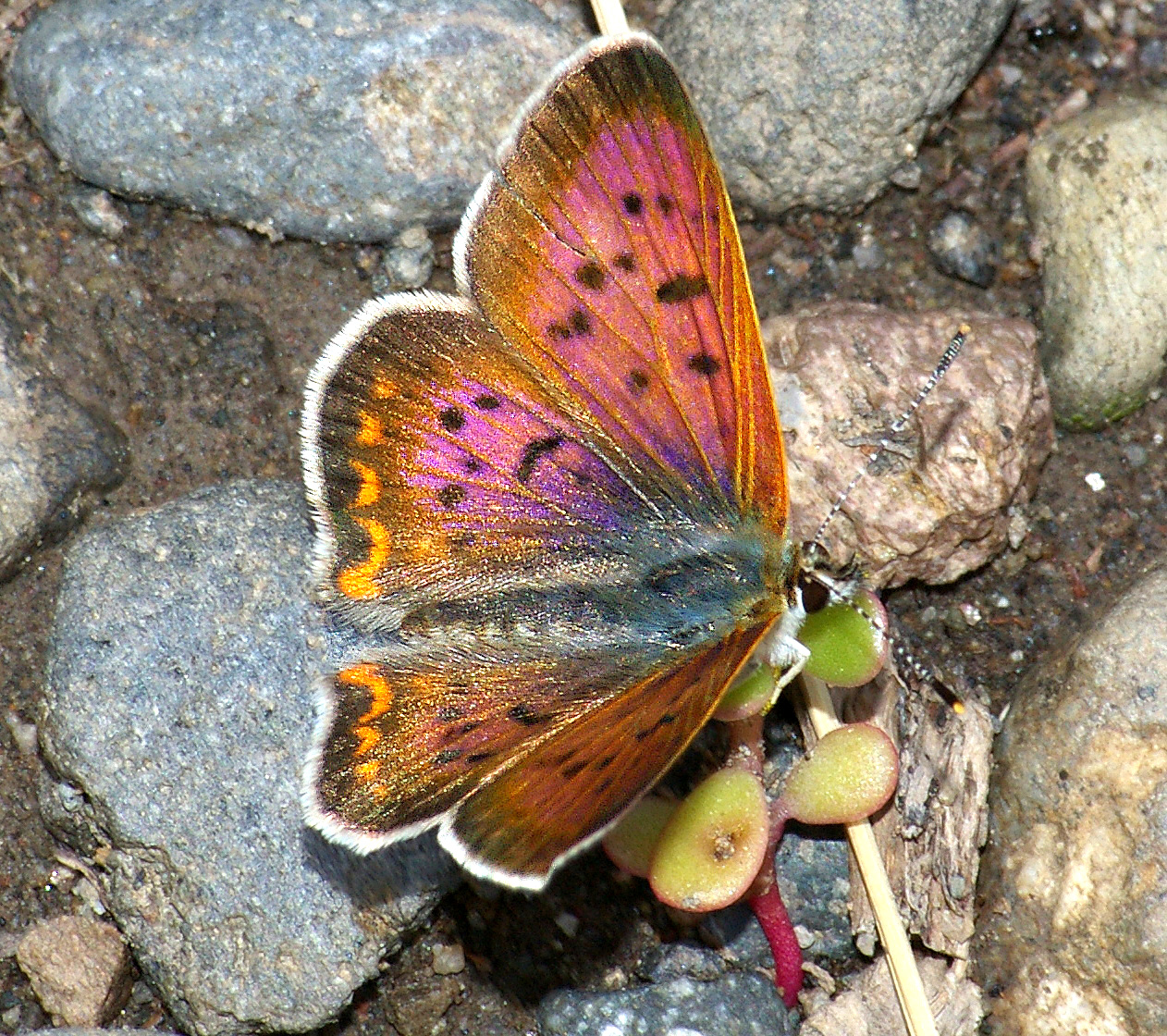
Lycaena helloides

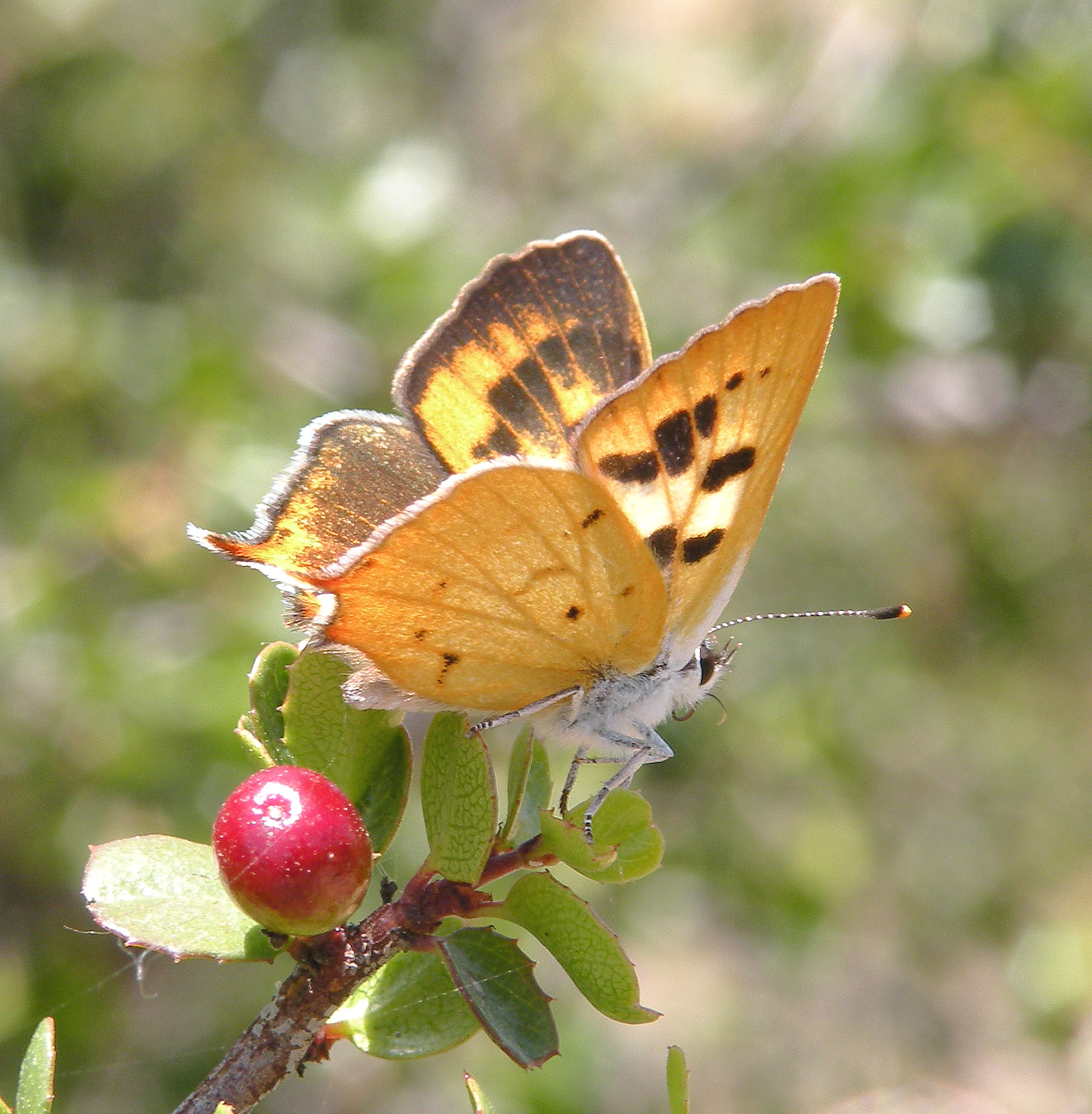
Lycaena hermes

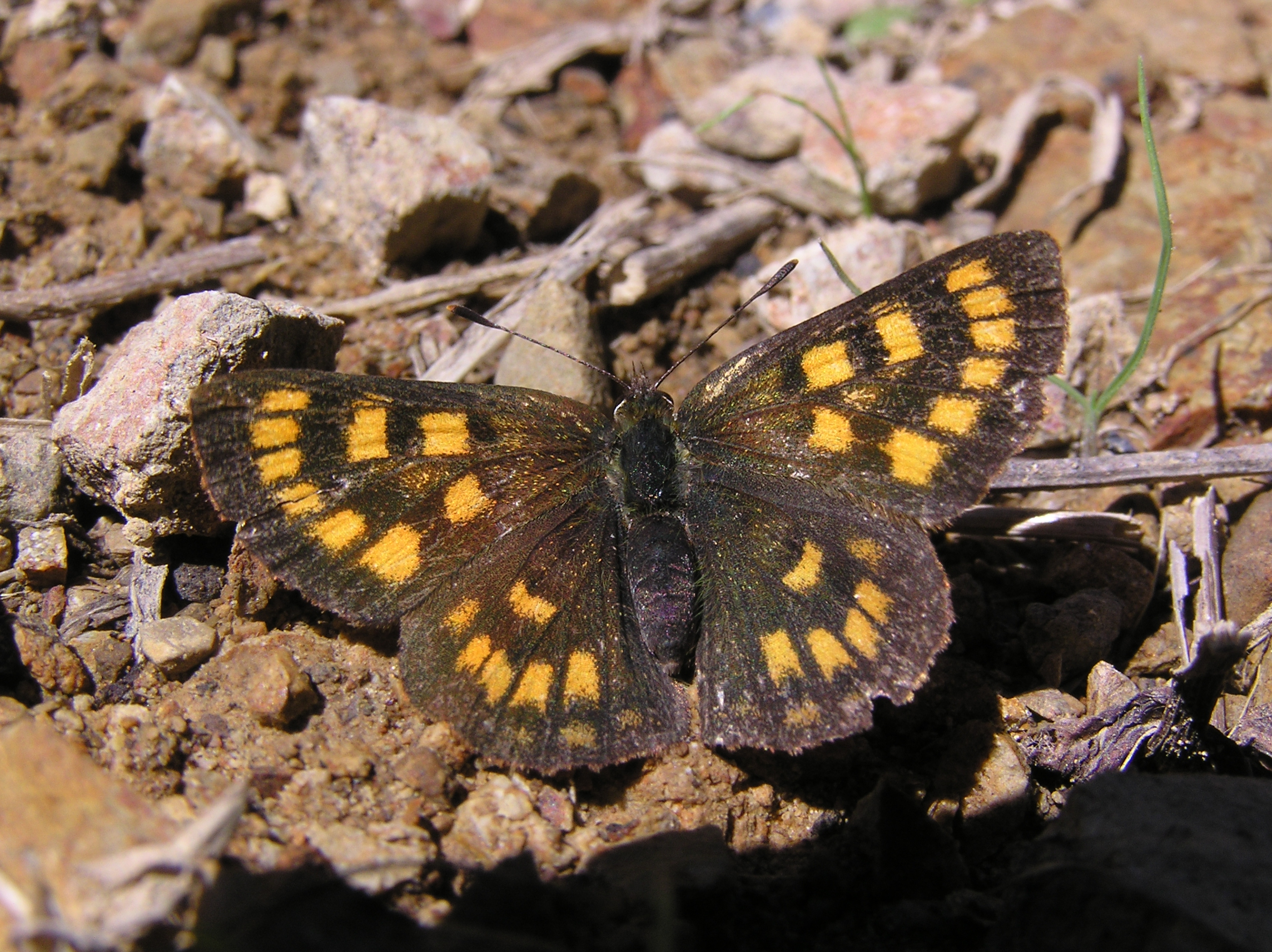
Lycaena feredayi

- sous-genre Lycaena (présent dans le paléarctique et le néarctique)
  - Lycaena phlaeas (Linnaeus, 1761) — le Cuivré commun ou Bronzé.
  - Lycaena kiyokoae Sakai, 1978
  - Lycaena sichuanica Bozano & Weidenhoffer, 2001
  - Lycaena cupreus (Edwards, 1870)
  - Lycaena helle (Denis & Schiffermüller, 1775) — le Cuivré de la bistorte.

- sous-genre Thersamonia (présent dans le paléarctique)
  - Lycaena thersamon (Esper, 1784) — le Cuivré du genêt.
  - Lycaena kurdistanica Riley, 1921
  - Lycaena alaica (Grum-Grshimailo, 1888)
  - Lycaena phoebus (Blachier, 1905) — le Cuivré de l'Atlas.
  - Lycaena lampon (Lederer, [1870])
  - Lycaena lamponides (Staudinger, 1901)
  - Lycaena aditya (Moore, [1875])
  - Lycaena solskyi Erschoff, 1874
  - Lycaena alpherakii (Grum-Grshimailo, 1888)
  - Lycaena asabinus (Gerhard, 1850)
  - Lycaena ochimus (Herrich-Schäffer, [1851])
  - Lycaena thetis Klug, 1834 – le Cuivré d'Anatolie.
  - Lycaena hyrcana (Neuburger, 1903)

- sous-genre Thersamolycaena (présent dans le paléarctique)
  - Lycaena dispar (Haworth, 1802) — le Grand cuivré ou Cuivré des marais.
  - Lycaena alciphron (Rottenburg, 1775) — le Cuivré mauvin.
  - Lycaena pavana (Kollar, [1844])
  - Lycaena violaceus (Staudinger, 1892)
  - Lycaena dabrerai Bálint, 1996
  - Lycaena splendens (Staudinger, 1881)
  - Lycaena kasyapa (Moore, 1865)
  - Lycaena aeolus Wyatt, 1961
  - Lycaena standfussi (Grum-Grshimailo, 1891)
  - Lycaena adbayar (Churkin, 2004)
  - Lycaena otbayar (Churkin, 2004)

- sous-genre Heodes (présent dans le paléarctique)
  - Lycaena virgaureae (Linnaeus, 1758) — le Cuivré de la verge-d'or.
  - Lycaena tityrus (Poda, 1761) — le Cuivré fuligineux ou Argus myope.
  - Lycaena bleusei (Oberthür, 1884)
  - Lycaena ottomanus (Lefèbvre, 1830) — le Cuivré des Balkans.
  - Lycaena hippothoe (Linnaeus, 1761) — le Cuivré écarlate ou Argus satiné changeant.
  - Lycaena candens (Herrich-Schäffer, [1844]) — le Cuivré turc.

- sous-genre Phoenicurusia (présent en Asie)
  - Lycaena margelanica Staudinger, 1881
  - Lycaena euphratica Eckweiler, 1989

- sous-genre Hyrcanana (présent en Asie)
  - Lycaena caspius (Lederer, 1869)
  - Lycaena evansii (de Nicéville, 1902)
  - Lycaena transiens (Staudinger, 1886)
  - Lycaena ophion Hemming, 1933
  - Lycaena sartha (Staudinger, 1886)
  - Lycaena pamira (Nekrutenko, 1983)
  - Lycaena sultan (Lang, 1884)

- sous-genre indéterminé (espèces présentes en Asie)
  - Lycaena svenhedini (Nordström, 1935)
  - Lycaena irmae Bailey, 1932
  - Lycaena li (Oberthür, 1886)
  - Lycaena ouang (Oberthür, 1891)
  - Lycaena pang (Oberthür, 1886)
  - Lycaena tseng (Oberthür, 1886)
  - Lycaena susanus (Swinhoe, 1889)
  - Lycaena zariaspa (Moore, 1874)
  - Lycaena panava (Westwood, 1852)

- sous-genre Tharsalea (présent dans le néarctique)
  - Lycaena arota (Boisduval, 1852)

- sous-genre Chalceria (présent dans le néarctique)
  - Lycaena dione (Scudder, 1868)
  - Lycaena editha (Mead, 1878)
  - Lycaena xanthoides (Boisduval, 1852)
  - Lycaena gorgon (Boisduval, 1852)
  - Lycaena rubidus (Behr, 1866)
  - Lycaena heteronea Boisduval, 1852

- sous-genre Epidemia (présent dans le néarctique)
  - Lycaena hyllus (Cramer, [1775])
  - Lycaena epixanthe  (Boisduval & Le Conte, [1835]) — le Cuivré des tourbières
  - Lycaena dorcas Kirby, 1837 — le Cuivré de la potentille
  - Lycaena dospassosi McDunnough, 1940 — le Cuivré des marais salés — souvent considéré comme une sous-espèce de Lycaena dorcas.
  - Lycaena helloides (Boisduval, 1852)
  - Lycaena nivalis (Boisduval, 1869)
  - Lycaena mariposa (Reakirt, 1866)

- sous-genre Hermelycaena (présent dans le néarctique)
  - Lycaena hermes (Edwards, 1870)

- sous-genre indéterminé (groupe clarki, endémique d'Afrique du Sud)
  - Lycaena orus (Stoll, [1780])
  - Lycaena clarki Dickson, 1971

- sous-genre Antipodolycaena (endémique de Nouvelle-Zélande)
  - Lycaena boldenarum White, 1862
  - Lycaena tama (Fereday, 1878)
  - Lycaena rauparaha (Fereday, 1877)
  - Lycaena salustius (Fabricius, 1793)
  - Lycaena feredayi (Bates, 1867)

## Distribution géographique
Le genre Lycaena a une distribution principalement holarctique, c'est-à-dire comprenant le paléarctique (en Eurasie et en Afrique du Nord) et le néarctique (en Amérique du Nord), à l'exception de deux espèces originaires d'Afrique du Sud (Lycaena orus et L. clarki) et cinq de Nouvelle-Zélande (sous-genre Antipodolycaena),.